# Тарасовская (Вельский район)
Тарасовская — деревня в Вельском районе Архангельской области. Входит в состав Муниципального образования «Усть-Вельское».

## География
Деревня расположена в южной части Архангельской области, в таёжной зоне, в пределах северной части Русской равнины, в 4-5 километрах к северо-западу от города Вельска. Ближайшие населённые пункты: на юго-западе деревни Ерёминская и Овчинниковская.
Часовой пояс
Тарасовская, как и вся Архангельская область, находится в часовой зоне МСК (московское время). Смещение применяемого времени относительно UTC составляет +3:00.

## Население
| 2002 | 2010 | 2012 | 2014 |
| ---- | ---- | ---- | ---- |
| 88   | ↗98  | ↗104 | ↗106 |

## Инфраструктура
В 0,5 километрах от деревни проходит федеральная автомобильная дорога М8(Объездной участок вокруг города Вельск). Через деревню проходит автомобильная дорога общего пользования регионального значения «К-002» Вельск—Хозьмино—Шабаново—Комсомольский.

## История
Указана в «Списке населённых мест по сведениям 1859 года» в составе Вельского уезда (2-го стана) Вологодской губернии под номером «2530». Насчитывала 10 дворов, 33 жителя мужского пола и 42 женского.
В материалах оценочно-статистического исследования земель Вельского уезда упомянуто, что в 1900 году в административном отношении деревня входила в состав Кьяндского сельского общества Устьвельской волости. На момент переписи в селении Тарасовское находилось 17 хозяйств, в которых проживало 54 жителя мужского пола и 64 женского.